# Eugert Zhupa
Eugert Zhupa est un coureur cycliste albanais, né le 4 avril 1990 à Rrogozhinë, professionnel de 2015 à 2019. Il met fin à sa carrière pour se consacrer pleinement au rap[réf. souhaitée].

## Biographie
À l'âge de cinq ans, il quitte son pays natal pour aller s'installer en Italie à Reggio d'Émilie. En mai 2011, il termine neuvième de Paris-Roubaix espoirs.
En 2015, il devient le premier Albanais à signer dans une équipe professionnelle en rejoignant Southeast. En prenant part et en terminant le Tour d'Italie 2015, Zhupa devient également le premier Albanais à participer et à terminer un grand tour. En 2019, il rejoint l'équipe EvoPro Racing et décide à 29 ans d'arrêter sa carrière lors de cette saison.

## Palmarès
- 2007
  -  Médaillé de bronze au championnat des Balkans du contre-la-montre juniors
- 2008
  -  Médaillé d'argent au championnat des Balkans du contre-la-montre juniors
- 2009
  -  Champion d'Albanie sur route
  -  Champion d'Albanie du contre-la-montre
  - 2e du Grand Prix de Roncolevà
- 2010
  - 5eb étape du Tour de Tenerife
  - Targa Libero Ferrario
- 2011
  -  Champion d'Albanie sur route
  -  Champion d'Albanie du contre-la-montre
  - Grand Prix Ceda
- 2012
  -  Champion d'Albanie sur route
  -  Champion d'Albanie du contre-la-montre
  - Notturna di Piombino Dese
  - 1rea étape du Tour de Tenerife (contre-la-montre par équipes)
- 2013
  - Classement général du Tour d'Albanie
  - 2e de Pistoia-Fiorano
- 2014
  - Coppa Caduti di Reda
  - Circuito Città di San Donà
  - Trophée de la ville de Conegliano
  - 2e de La Bolghera
  - 2e du Circuito dell'Assunta
  - 2e de la Coppa San Vito
- 2015
  -  Champion d'Albanie du contre-la-montre
  -  Médaillé d'argent du championnat des Balkans du contre-la-montre
  - 2e du championnat d'Albanie sur route
  -  Médaillé de bronze du championnat des Balkans sur route
- 2016
  -  Champion des Balkans sur route
  -  Champion des Balkans du contre-la-montre
  -  Champion d'Albanie sur route
  -  Champion d'Albanie du contre-la-montre
  - Balkan Elite Road Classics
- 2018
  -  Champion d'Albanie du contre-la-montre
  - 2e du championnat d'Albanie sur route
- 2019
  - 5e étape du Tour d'Albanie

## Résultats sur les grands tours

### Tour d'Italie
4 participations
- 2015 : 157e
- 2016 : 130e
- 2017 : 140e
- 2018 : 148e

## Classements mondiaux
| Année           | 2009 | 2010 | 2011 | 2012 | 2013 | 2014 | 2015 | 2016 | 2017  |
| --------------- | ---- | ---- | ---- | ---- | ---- | ---- | ---- | ---- | ----- |
| UCI Europe Tour | 330e |      |      |      |      |      | 382e | 677e | 1656e |
| UCI Asia Tour   |      |      |      |      |      |      |      | 610e | 589e  |